# Kovácspalota
Kovácspalota (1899-ig Tuzsina, szlovákul Tužina, németül Schmidtsheiss/Schmiedshau/Schmidts Haj) község Szlovákiában, a Trencséni kerületben, a Privigyei járásban.

## Fekvése
Privigyétől 13 km-re északra, a Tuzsinka-patak partján fekszik.

## Története
1393-ban „villa Fabri” néven említik először, amikor bírája, Heckel Hermann a Tuzsinka-patak mellett falut alapít, mely később összeolvadt a mai településsel. A község kezdettől fogva a bajmóci váruradalom része volt. 1430-ban „Kowachlehota”, 1489-ben „Thwssyna”, 1495-ben „Kanorfalwa” alakban szerepel az oklevelekben. Később kialakul a magyar „Kovácspalota” és a német „Shmiedshau” név.
A Felső-Nyitravidék magyar és német bányászokkal való intenzív betelepítése akkor indult meg, amikor a környéken aranyat találtak. A 16. század közepére a magyarok kerültek túlsúlyba a településen.[forrás?]
1614-re a bányák kimerülése miatt a lakosság fokozatosan a mezőgazdaságra és kézművességre állt át. 1657 és 1711 között a falu ezer aranyért megváltotta adókötelezettségét. 1675-ben 111 házában 276 család élt. 1715-ben 28 háztartása volt. 1735-ben sörfőzdéje létesült. 1752-ben malma és fűrészmalma is volt. 1787-ben 123 házát 1624-en lakták. 1790-ben lakói fellázadtak az elviselhetetlen úrbéri terhek miatt. A község templomát 1797-ben építették.
A 18. század végén Vályi András így ír róla: „TUSINA. Elegyes falu Nyitra Várm. földes Ura Gr. Pálfy Uraság, lakosai katolikusok; határja meglehetős.”
1828-ban 285 házában 1922 lakos élt, akik főként mezőgazdasággal foglalkoztak.
Fényes Elek 1851-ben kiadott geográfiai szótárában így ír a faluról: „Tuzsina (Szmicz), nagy német falu, Nyitra vmegyében, 1992 kath. lak. Kath. paroch. templom; nagy erdő; sok szilva; jó legelő. F. u. gróf Pálffy Ferencz.”
Borovszky Samu monográfiasorozatának Nyitra vármegyét tárgyaló része szerint: „Tuzsina, Gajdel alatt, Német-Prónától északra, a Nyitra jobb partján fekvő nagy német község, 2242 r. kath. lakossal. Postája Német-Próna, táviró- és vasúti állomása Privigye. E község három egymástól teljesen elütő név alatt szerepel. 1393-ban Villa fabri elnevezés alatt találjuk, 1430-ban pedig Kovács-Lehota (Kovachlehota) néven a bajmóczi vár tartozéka volt. Kath. temploma 1795-ben épült. Kegyura gr. Pálffy János, kinek itt nagyobb birtoka is van. Földesurai mindenkor a Pálffyak voltak.”
A trianoni diktátumig Nyitra vármegye Privigyei járásához tartozott.
Amíg a 20. század első felében a lakosság száma megközelítette a 3000-et, a második világháború utáni német kitelepítések következtében 1200 körülire esett vissza. Az alapiskola 1979-ben épült fel.

## Népessége
| Év:            | 1994. | 2004.   | 2014.   | 2024.   |
| -------------- | ----- | ------- | ------- | ------- |
| Emberek száma: | 1194  | 1219    | 1197    | 1214    |
| Eltérés:       |       | +2,09 % | -1,80 % | +1,42 % |

| Év:            | 2023. | 2024.   |
| -------------- | ----- | ------- |
| Emberek száma: | 1196  | 1214    |
| Eltérés:       |       | +1,50 % |

1910-ben 2788-an lakták: 29 magyar, 61 szlovák, 2674 német és 24 egyéb anyanyelvű; valamint 2764 római katolikus, 23 izraelita és 1 görög katolikus vallású volt.
2001-ben 1214 lakosából 2 magyar, 13 cseh, 65 német és 1129 szlovák volt.
2011-ben 1219-en lakták, ebből 2 magyar, 1143 szlovák és 45 német volt.
2021-ben 1208 lakosából 1161 (+9) szlovák, 2 (+1) magyar, (+1) cigány, 32 egyéb és 13 ismeretlen nemzetiségű volt.

## Neves személyek
- Itt született Jakub Bauer (1894-1997) pap, kulturális szervező.
- Itt szolgált Alexander Bizai (1826-1871) pap, publicista.
- Itt szolgált Jozef Danielak (1856-1883) pap, publicista.
- Itt szolgált Róbert Bezák (1960) érsek.

## Nevezetességei
- A Szent Jakab apostol tiszteletére szentelt egyhajós, sokszögzáródású szentéllyel ellátott római katolikus templom. 1788 és 1797 között épült barokk stílusban.
- A Szűz Mária kápolna 1818-ban épült, 1872-ben bővítették.
- A templomtól északnyugatra álló Immaculata-szobor a 18. század második felében készült.
- A falu közepén álló Pietát 1850-ben készítették, 1947-ben állították helyre.

## Külső hivatkozások
- Hivatalos oldal
- Községinfó
- Kovácspalota Szlovákia térképén
- Képek a községről
- E-obce.sk Archiválva 2008. szeptember 16-i dátummal a Wayback Machine-ben